# Bill Miller (pianista)
William Miller, detto Bill (New York, 3 febbraio 1915 – Montréal, 11 luglio 2006), è stato un pianista statunitense.

## Biografia
È stato uno dei migliori musicisti americani dal dopoguerra ai nostri giorni. Nei primi anni suonò il pianoforte nelle orchestre di Tommy Dorsey, Benny Goodman e Charlie Barnet. Passò poi il resto della sua carriera accompagnando Frank Sinatra, di cui fu il pianista ufficiale dal 1951 al 1995, e a periodi alterni, fino al 1988, ne fu anche il direttore d'orchestra; fu inoltre il primo arrangiatore delle celeberrime canzoni My Way e Strangers in the Night.
Nel maggio 1998, al funerale di The Voice, suonò la canzone One for my baby, one more for the road.
Dopo essersi ritirato alla morte di Frank Sinatra, fu convinto dal figlio dello stesso, Frank Sinatra Jr., a riprendere l'attività al suo fianco. Miller quindi fece concerti in tutto il mondo e suonò fino alla veneranda età di 91 anni, quando, nell'estate 2006, al termine di uno spettacolo, fu colpito da un infarto e chiuse gli occhi pochi giorni dopo.